# Martina Hlavničková
Martina Hlavničková (* 16. července 1993 Ostrava) je česká modelka.

## Osobní život
Martina Hlavničková pochází z Čeladné, kde navštěvovala do svých patnácti let místní základní školu. Poté se rozhodla studovat na gymnáziu v Frenštátě pod Radhoštěm, kde odmaturovala s vyznamenáním. Od září 2013 studuje obor Řízení environmentálních rizik na Fakultě logistiky a krizového řízení Univerzity Tomáše Bati ve Zlíně v Uherském Hradišti. Pro tuto vysokou školu se rozhodla z důvodu, jelikož se zajímá o ekologii. Její velkou vášní je zpěv a herectví.

## Soutěže krásy
- Miss Academia 2013 - finalistka (top 10)
- Elite Model Look 2013 - semifinalistka (top 30)
- Miss Léto 2013 - vítězka
- Miss Model 2013 – I. vicemiss[3]
- Česká Miss 2014 - finalistka (top 10)
- Miss UTB 2014 - Miss Foto
- Miss All Nations 2014 - Czech Representant
- Queen of Poland International 2014 - Queen of Hotel Port Nature